# Лука Збіза
Лука Збіза (італ. Luca Sbisa; 30 січня 1990, м. Оцієрі, Італія) — швейцарський хокеїст, захисник. Виступає за «Вегас Голден Найтс» у Національній хокейній лізі.
Вихованець хокейної школи ХК «Цуг». Виступав за ХК «Цуг», «Летбрідж Гаррікейнс» (АХЛ), «Філадельфія Флайєрс», «Філадельфія Фентомс» (АХЛ), «Анагайм Дакс», «Портленд Вінтергокс» (АХЛ), «Сірак'юс Кранч» (АХЛ), ХК «Лугано», «Норфолк Адміралс» (АХЛ), «Ванкувер Канакс».
В чемпіонатах НХЛ — 342 матчі (12+55), у турнірах Кубка Стенлі — 20 матчів (1+3).
У складі національної збірної Швейцарії учасник зимових Олімпійських ігор 2010 (5 матчів, 0+0), учасник чемпіонатів світу 2011 і 2012 (13 матчів, 0+2). У складі молодіжної збірної Швейцарії учасник чемпіонатів світу 2008 і 2010.